# Isosticta tillyardi
Isosticta tillyardi – gatunek ważki z rodziny Isostictidae.